# Elias Fredholm
Elias Gustaf Fredholm, född 15 november 1828 i Horns församling, Skaraborgs län, död 15 februari 1900 i Saleby församling, Skaraborgs län, var en svensk folkskollärare, organist och riksdagsman. Han var bror till Karl Fredholm
Fredholm var verksam som folkskollärare i Saleby socken i Skaraborg. Under sin tid som riksdagsman var han ledamot av andra kammaren 1885–1896, invald i Skånings, Vilske och Valle domsagas valkrets.